# Emil Jørgensen
Emil Ludvig Peter Jørgensen (ur. 6 lutego 1882 w Kopenhadze, zm. 23 marca 1947 w Gentofte) – duński piłkarz występujący podczas kariery na pozycji pomocnika.
Srebrny medalista z Letnich Igrzysk Olimpijskich 1912 ze Sztokholmu. Dania przegrała dopiero w finale z Wielką Brytanią.
Całą karierę klubową spędził w Boldklubben af 1893.